# Евтушок, Сергей Николаевич
Сергей Николаевич Евтушок (укр. Сергій Миколайович Євтушок; род. 13 ноября 1973, г. Сарны, Ровенская область) — украинский политик. Член ВО «Батькивщина» с 2005 года. Мэр города Сарны (2010–2014). Народный депутат Украины VIII и IX созывов. 
25 декабря 2018 года включён в санкционный список России.

## Биография

### Образование
Окончил среднюю школу № 4 города Сарны. Учился в СПТУ № 22.
- 1991–1994 — учился в Томском высшем военном командном училище связи.
- 2007 — окончил Ровенский институт славяноведения, получил диплом специалиста по маркетингу.
- 2008–2011 — Львовский институт государственного управления Национальной академии государственного управления при Президенте Украины, получил диплом магистра государственного управления.
- Кандидат наук по государственному управлению Львовского регионального института государственного управления.

### Карьера
- 1997–2002 — МСП «Надежда» ЛТД начальником отдела сбыта.
- 2002–2008 — заместитель директора ООО «Дон».
- 2008–2010 — Аппарат ВРУ, помощник-консультант нардепа Сергея Кошина.
- 2006–2010 — депутат Сарненского городского совета V созыва. Член постоянной мандатной комиссии, руководитель депутатской фракции.
- 31 октября 2010 — избран главой города Сарны.
- 2011 — один из тридцати слушателей Украинской школы политических студий, входит в Европейскую ассоциацию школ политических студий.
- В июле 2011 — участник пленарных заседаний Летнего университета демократии в Парламентской Ассамблеи Совета Европы (Страсбург, Франция).
- В апреле 2014 — и.о. Президента Турчинов назначил Евтушка председателем Сарненской райгосадминистрации[2]. Освобождён от должности Порошенко 20 сентября того же года[3].
- Октябрь 2014 — избран народным депутатом Украины по одномандатному избирательному 156 округу (Ровенская область). Член Комитета Верховной Рады Украины по транспорту.
- В 2019 году баллотировался в народные депутаты Украины Верховной Рады 9 созыва от партии ВО "Батькивщина" на внеочередных парламентских выборах, номер 25 в списке.
- В 2020 году Евтушок зарегистрирован депутатом Верховной Рады. Первый заместитель председателя Комитета Верховной Рады Украины по Регламенту, депутатской этике и организации работы Верховной Рады Украины.

## Награды
В июне 2011 года спас человека при пожаре, за что награждён орденом «За отвагу в чрезвычайной ситуации» I степени.
В октябре 2011 года награждён орденом Равноапостольного князя Владимира и грамотой Священного Синода УПЦ в память празднования 1020-летия Крещения Руси.

## Семья
Женат, воспитывает троих детей.